# Spodoptera junceti
Spodoptera junceti là một loài bướm đêm trong họ Noctuidae.